# Vesoljski bojevniki
Vesoljski bojevniki (v izvirniku angleško Starship Troopers) je znanstvenofantastični roman z vojno tematiko ameriškega pisatelja Roberta Ansona Heinleina, ki je prvič izšel leta 1959. Zgodba je bila sprva objavljena v dveh delih v reviji The Magazine of Fantasy & Science Fiction (oktober–november 1959) pod naslovom Starship Soldier, še istega leta pa je izšla tudi izdaja s trdimi platnicami pri založbi G. P. Putnam's Sons. V slovenščino je roman prevedel Mate Dolenc, prevod je izšel leta 1998 v zbirki »Prvinski nagon« založbe DZS.
Zgodba je prvoosebna pripoved vojaka Juana »Johnnieja« Rica in njegovih prigod v mobilni pehoti, futuristični enoti vojakov, opremljenih z aktivnim oklepom in naprednim orožjem. Rico napreduje od navadnega rekruta preko podčastnika do častnika v medzvezdni vojni proti pajkom podobni rasi »žužkov« in njihovim zaveznikom. Skozi njegovo pripoved raziskuje Heinlein moralne in filozofske vidike volilne pravice, žrtvovanja v dobro skupnosti, nujnosti vojne in fizičnega kaznovanja ter naravo mladoletnega prestopništva in predstavlja svoj pogled na svet, ki je bil takrat ravno na vrhuncu hladne vojne.
Med kritiki in občinstvom je roman naletel na mešan odziv. Mnogi kritiki so Heinleinu očitali, da se je pretirano posvečal svojim filozofskim idejam na račun razvoja likov in dogajanja. Poleg tega je bil roman pod udarom zaradi po mnenju mnogih pretiranega poveličevanja vojne in militarizma, ki so ju nekateri primerjali celo s fašistično propagando. Po drugi strani je leta 1960 prejel nagrado hugo za najboljši roman, eno najprestižnejših nagrad v znanstveni fantastiki, kar je presenetilo celo avtorja samega. Po knjižni predlogi je nastalo več filmov, najbolj znan in tudi najbolj kontroverzen med njimi je tisti iz leta 1997 režiserja Paula Verhoevna.